# Províncias do Burundi
|                                                                                                 |                                                            |                                             |
| O Burundi é dividido em dezessete províncias, cada uma com o nome de suas respectivas capitais: |                                                            |                                             |
| - Bubanza - Bujumbura Mairie - Bujumbura Rural - Bururi - Cankuzo - Cibitoke                    | - Gitega - Karuzi - Kayanza - Kirundo - Makamba - Muramvya | - Muyinga - Mwaro - Ngozi - Rutana - Ruyigi |